# Monti Grampiani
I Monti Grampiani o in inglese Grampians (Am Monadh in gaelico) sono una delle tre maggiori catene montuose della Scozia, occupanti gran parte delle Highlands nel nord-est della regione. Le altre due principali catene montuose scozzesi sono le Northwest Highlands e le Southern Uplands.

## Estensione
C'è molta confusione sull'estensione dei Grampiani. Il motivo è parzialmente spiegato dal fatto che Grampian era sia il nome della stazione televisiva indipendente locale, la Grampian Station, sia il nome utilizzato per designare l'ampia regione del nord-est della Scozia nella legge di Regionalizzazione della Scozia del 1975. Per questi motivi quindi, almeno per la gente non del luogo, il nome della catena montuosa è diventato sinonimo tanto dell'area coperta dalla Grampian Television che dell'area amministrativa chiamata prima Grampian Region.
Anche i disegnatori di mappe geografiche, non essendo del luogo, hanno spesso contribuito ad aumentare la confusione estendendo il nome Grampian su ampie sezioni della Scozia orientale. Gli autori locali invece, come Wyness (1968) e Watson (1975), non subiscono tale confusione e definiscono chiaramente nelle loro guide i confini dei Grampiani.
I monti Grampiani si estendono da sudovest a nordest tra Highland Boundary Fault e Great Glen, e comprendono anche il Ben Nevis, la montagna più alta dell'arcipelago britannico (1.344 m s.l.m.). Sono costituiti essenzialmente da granito, gneiss, marmo, scisto e quarzite.
Dai monti Grampiani nascono numerosi fiumi e corsi d'acqua (Tay, Spey, Cowie Water, Don, Dee e altri). L'area è in genere scarsamente popolata.

## Nome e Storia
Si pensa che il nome Grampians sia stato attribuito per la prima volta alla catena montuosa nel 1520 dallo storico scozzese Hector Boece, quale adattamento del nome Mons Graupius (in inglese Graupian Mountain), indicato dallo storico romano Cornelio Tacito come il luogo dove avvenne la sconfitta dei nativi Caledoniani ad opera di Gneo Giulio Agricola, nello 83 d.C. circa. L'effettiva ubicazione del Mons Graupius è oggetto di disputa tra gli storici, sebbene la maggior parte concordino su un'area entro il massiccio del Grampiano, presumibilmente l'area di Raedykes, il Megray Hill o il Kempstone Hill.
Nel Medioevo questa zona era nota anche come Mounths, un nome ancora contenuto in alcune pubblicazioni geografiche. Fino al XIX secolo si credeva generalmente che i Monti Grampiani fossero formati da più di una catena montuosa. Tale convinzione è viva ancora oggi e questi monti sono chiamati con più di un nome tanto nella lingua gaelica scozzese che nel dialetto dorico parlato nelle Lowlands scozzesi.
Causey Mounth è una nota via storica che attraversa i Grampiani collegando Aberdeen alla costa sud. Si tratta di una struttura in pietra, in molti punti sopraelevata rispetto al terreno lungo cui si dispiega a causa delle zone paludose che attraversava, in particolare l'area di Portlethen Moss. Questa strada ha avuto un ruolo importante nella storia dei Covenanti e nelle Guerre dei Vescovi (1639 e 1640) poiché era l'unico collegamento percorribile dai castelli di Dunnottar e di Muchalls e al ponte sul Dee. Un altro attraversamento importante dei Grampiani è l'Elsick Mounth, il sentiero percorso dall'esercito romano durante la marcia verso nord da Raedykes a Normandykes, per evitare le paludi delle lowland.